# Lysiphlebus testaceipes
Lysiphlebus testaceipes é uma espécie de insetos himenópteros, mais especificamente de vespas parasíticas pertencente à família Braconidae.
A autoridade científica da espécie é Cresson, tendo sido descrita no ano de 1880.
Trata-se de uma espécie presente no território português.